# أسامة نبيل
أسامة نبيل (مواليد 18 فبراير 1996) عداء مغربي متخصص في سباق 800 متر.

## مسيرته
في سباق 800 متر، احتل المركز السادس في بطولة العالم للشباب لألعاب القوى 2013، وفاز بالميدالية الذهبية في الألعاب الفرانكوفونية 2017، والميدالية الذهبية في البطولة العربية لألعاب القوى 2017، واحتل المركز الرابع في ألعاب التضامن الإسلامي 2017.
كما شارك في بطولة العالم للناشئين لألعاب القوى 2014 (1500 م) دون أن يصل إلى النهائي، وتنافس في بطولة العالم للعدو الريفي 2015.
أفضل أرقامه الشخصية هي ساعة و46 دقيقة و14 ثانية في 800 متر، حققها في الألعاب الفرانكوفونية 2017 في أبيدجان؛ و 3 ساعات و37 دقيقة و8 ثوان في 1500 متر، حققها في يوليو 2017 في برواي لا بويسير.

## روابط خارجية
- أسامة نبيل على موقع الاتحاد الدولي لألعاب القوى (الإنجليزية)
- أسامة نبيل على موقع اللجنة الأولمبية الدولية (الإنجليزية)
- أسامة نبيل على موقع أوليمبيديا (الإنجليزية)
- أسامة نبيل على موقع اللجنة الأولمبية المغربية (الفرنسية)